# دهستان کاه
دهستان کاه دهستانی از توابع بخش مرکزی شهرستان داورزن در استان خراسان رضوی ایران به مرکزیت روستای صدخرو است.

## جمعیت
جمعیت این دهستان بر اساس سرشماری سال ۱۳۸۵ (۲٬۵۵۰خانوار) برابر با ۸٬۵۳۱نفر بوده است.